# Kyiv School of Economics
Die Kyiv School of Economics (KSE Київська школа економіки) ist eine private Hochschule in Kiew, deren Masterstudiengänge von der Universität Houston anerkannt werden.

## Geschichte
Die Hochschule ist aus dem 1996 vom Economic Education and Research Consortium und der Eurasia Foundation eingerichteten englischsprachigen Programm Master of Economics hervorgegangen.
2006 wurde das Masterprogramm ausgeweitet zur unabhängigen Hochschule KSE. Ein Jahr später wurde dieses Masterprogramm von der Universität Houston anerkannt und die KSE zu einem auswärtigen Campus erklärt.
2013 wurde der eineinhalbjährige Studiengang MA in Business and Finance Economics eingeführt.
2015 sind zum ersten Mal Ehemalige der Hochschule in die Managementebene derselben eingezogen. Ebenfalls wurden neue MBA Aufbaustudiengänge angeboten und Forschungsprojekte zur Transparenz und Abrechnung von öffentlichen Aufträgen und Leistungen aufgelegt, die in Zusammenarbeit mit dem Projekt „Harmonization of Public Procurement System in Ukraine with EU standards“ erfolgten. In diesem Rahmen wurde das Centre of Excellence in Procurement als Forschungs- und Entwicklungszentrum eingerichtet.
2017 richtete die KSE zwei neue MA-Studiengänge in Mathematical Economics und in Econometrics sowie einen weiteren in Public Policy and Governance ein. Im folgenden Jahr wurden die Masterprogramme vom Ministerium für Bildung und Wissenschaft der Ukraine akkreditiert.
2018 wurde das Programm der KSE ausgeweitet auf die Gebiete Künstliche Intelligenz und Datenanalyse. Ferner wurde ein Bachelorprogramm in Volkswirtschaft und Betriebswirtschaft gemeinsam mit der Stockholm School of Economics in Riga begonnen.
Im Studienjahr 2021–22 wurden zwei neue Bachelor-Studiengänge Economics and Big Data sowie IT and business analysis aufgelegt.

## Studiengänge
Bachelor-Studien der Fachrichtungen Recht, Wirtschaft und Informationstechnologie.
Master-Studien in Betriebswirtschaft und Finanzwirtschaft sowie Wirtschaftsanalyse.
Master of Business Administration (MBA) in den Fachrichtungen digitale Transformation, Management, Führung öffentlicher Unternehmen.
Promotion in Agrarwissenschaft (Agri Food Economics).

## Sponsoren
Die Kapitalanlagegesellschaft Dragon Capital, die Schwedische Regierung, die Investmentgesellschaft Invest Capital Ukraine (ILU) und die First Ukrainian International Bank (PUMB).

## Wohltätigkeitsstiftung
Die 2007 gegründete Charity Foundation hat sich angesichts des russischen Überfalls 2022 zum Ziel gesetzt, 10 Millionen US-Dollar zu sammeln und damit Erste Hilfe und Schutzausrüstungen zu beschaffen, die den staatlichen Nothilfediensten, den paramedizinischen Organisationen und den ukrainischen Territorialverteidigungskräften zum Schutz vor der russischen Aggression dienen sollen.